# Julio Bracho
Julio Bracho (Durango, 17 de juliol de 1909 - Ciutat de Mèxic, 26 d'abril de 1978) va ser un productor, director i guionista cinematogràfic de cinema mexicà. Va ser pare de l'actriu Diana Bracho. Va ser director de la pel·lícula "La Sombra del Caudillo", premiada al Festival Internacional de Cinema de Karlovy Vary a Txecoslovàquia en 1960 i un premi especial com a director. Basada en la novel·la de Martín Luis Guzmán i projectada amb gran èxit als països darrere de la cortina de ferro, però per la seva temàtica va ser censurada i prohibida la seva exhibició a Mèxic.

## Biografia
Va ser el novè dels onze fills del matrimoni format per Julio Bracho i Zuloaga i Luz Pérez Gavilán, dos dels seus germans van ser els coneguts Andrea Palma i l'escenògraf Jesús Bracho. També va ser cosí dels actors Ramón Novarro i Dolores del Río.
Estudio art dramàtic. A la mort del seu pare en 1927 Juliol es va veure de sobte només enfront de la vida; aquest xoc tremend i el fet d'haver conegut a la jove actriu Isabela Corona, amb qui "va sentir des del primer moment viure el geni dramàtic" el va decidir a emprendre la seva pròpia obra. Juntament amb Isabela, qui seria la seva primera dona i amb qui va viure prop de deu anys sense formalitzar relacions, va fundar el Teatro de Orientación, és en aquest en el qual debuta com a director d'escena amb l'obra Jinetes hacia el mar, de l'irlandès J. M. Synge, traduïda per Juan Ramón Jiménez, va muntar posteriorment altres obres, fins que en 1933 realitza Lázaro rió, d'Eugene O'Neill, que es converteix en el seu primer gran èxit teatral. Va ser també fundador del Teatro de la Universidad i del Teatro de los Trabajadores, grup experimental en el qual va col·laborar al costat d'Ermilo Abreu Gómez i Silvestre Revueltas, entre altres intel·lectuals de l'època.

## Els seus inicis al cinema
El cinema sempre va cridar l'atenció a Julio Bracho. Des de 1933, quan la seva germana Guadalupe, qui es feia dir Andrea Palma filmava La mujer del puerto, Isabela Corona i ell la visitaven en els sets, i Juliol caminava sempre espiant pels lents de les càmeres i es feia amic dels directors, fins que va arribar a participar com a supervisor escènic de diàlegs en la cinta Ave sin rumbo, film protagonitzat per la seva germana i Arturo de Córdova. Va debutar com a director cinematogràfic en 1941 amb la pel·lícula ¡Ay, qué tiempos, señor Don Simón! amb la qual va tenir un gran èxit de crítica i de taquilla. D'aquí van continuar una sèrie de grans i reeixides pel·lícules com Historia de un gran amor, La virgen que forjó una patria, Distinto amanecer, Rosenda i San Felipe de Jesús. També va fer de productor s la pel·lícula Don Simón de Lira, amb la qual no va aconseguir gran èxit. En aquestes pel·lícules Julio Bracho va dirigir a grans figures de la pantalla com Dolores del Río, María Félix, Arturo de Córdova, Joaquín Pardavé, Jorge Negrete, Gloria Marín, Ramón Novarro (en l'única pel·lícula que l'ídol de Hollywood va filmar a Mèxic), La virgen que forjó una patria) i a la seva pròpia germana, Andrea Palma (a Distinto amanecer, una de les pel·lícules de Bracho més lloades per la crítica). En els anys 50. A causa dels baixos pressupostos per a filmar, Juliol va haver de desistir de fer pel·lícules d'art, i incursionar en les cintes comercials. Va dirigir diversos melodrames reeixits com Inmaculada, Historia de un corazón, Paraíso robado, Rostros olvidados, La ausente, La cobarde, La posesión entre d'altres, dirigint estrelles com Rosario Granados, Libertad Lamarque, Arturo de Córdova, Irasema Dilián i Miroslava.

## Vida personal
Després d'acabar amb Isabela Corona en 1943, Juliol es va casar en 1944 amb la ballarina Diana Bordes, a qui va conèixer durant la filmació d' ¡Ay, qué tiempos, señor Don Simón!. Al desembre d'aquest any va néixer la seva primera filla, qui més tard seria la reconeguda actriu Diana Bracho, dos anys més tard van tenir el seu segon fill, Jorge. El matrimoni amb Diana Bordes no va funcionar del tot i es va divorciar d'ella en 1951, i Julio es va quedar a cura dels seus dos fills. Bracho seria parella també de Delia Ruiz Velázquez, més endavant amb l'actriu Rosenda Monteros i, finalment, amb Cristina Pardiñas Noguera, espanyola radicada a Mèxic, filla del pintor Alejandro Pardiñas.

## La Sombra del Caudillo: premiada a l'estranger però prohibida a Mèxic
En 1960, Julio Bracho va veure complert un somni que tenia des dels inicis de la seva carrera, portar a la pantalla la novel·la de Martín Luis Guzmán, La sombra del caudillo. Va ser un dels millors assoliments del director i considerada la seva obra mestra, sent premiada al Festival de Cinema de Karlovy Vary a Txecoslovàquia en 1960. No obstant això, per considerar-la denigrant per a una certa classe política i l'exèrcit, la censura en aquest temps la va prohibir per a la seva exhibició i Julio mai veuria estrenar-se la seva pel·lícula. A més el director va sofrir un boicot contra la seva carrera arran d'haver dirigit la pel·lícula. Els productors van deixar de contractar-lo. A partir de llavors Julio va dirigir cintes de poca importància, i no sempre amb bon argument. Els seus últims treballs en la dècada dels 70 van ser una pel·lícula biogràfica sobre el muralista José Clemente Orozco, amb Ignacio López Tarso, titulada En busca de un muro, el 1973; el 1975 una drama sobre una família camperola que emigra a la ciutat, Espejismo de la ciudad, i un segmento de la pel·lícula Los amantes fríos. ambé va fer una participació especial com a actor en la cinta Pedro Páramo, de José Bolaños.
El cinema de Julio Bracho es va caracteritzar per contenir una molt especial bellesa plàstica, pels seus enquadraments ben cuidats, realitzant magnífics close-ups a les seves actrius (Gloria Marín a Historia de un gran amor i Crepúsculo, Andrea Palma s Distinto amanecer, Irán Eory a En busca de un muro).

## Mort
Julio Bracho, home polifacètic i de gran cultura, amb 36 anys de carrera cinematogràfica, 36 anys de fer cinema, va morir a les 9 del matí del dimecres 26 d'abril de 1978, després de veure's afligit d'una llarga malaltia. Els seus últims anys els passava en la seva llar llegint els obituaris dels periòdics per a identificar aquells que van bloquejar la seva pel·lícula.
El 14 de gener de 1982, com un homenatge pòstum al finat director, va ser inaugurada la Sala Julio Bracho del Centre Cultural Universitari (UNAM).